# European Journal of Clinical Pharmacology
Das European Journal of Clinical Pharmacology, abgekürzt Eur. J. Clin. Pharmacol., ist eine wissenschaftliche Zeitschrift, die vom wissenschaftlichen Springer-Verlag veröffentlicht wird. Die erste Ausgabe erschien 1968, die ersten beiden Jahre hieß die Zeitschrift Pharmacologia Clinica. Sie erscheint monatlich.
Es werden Artikel zu allen Aspekten der klinischen Pharmakologie und Arzneimitteltherapie veröffentlicht. Zu den wichtigen Themen der Zeitschrift gehören: Klinische Studien, Pharmakokinetik, Arzneistoffmetabolismus, adverse Arzneimittelreaktionen, Interaktionen, Arzneistoffentwicklung, Verordnungsverhalten und Pharmakoepidemiologie.
Der Impact Factor lag im Jahr 2014 bei 2,966. Nach der Statistik des ISI Web of Knowledge wird das Journal mit diesem Impact Factor in der Kategorie Pharmakologie und Pharmazie an 84. Stelle von 254 Zeitschriften.
Chefherausgeber ist Rune Dahlqvist (Umeå, Schweden).